# Valdemadera
Valdemadera è un comune spagnolo di 12 abitanti situato nella comunità autonoma di La Rioja.